# Eissporthalle Iserlohn
Pour les articles homonymes, voir Eissporthalle.
 (avril 2025).
Si vous disposez d'ouvrages ou d'articles de référence ou si vous connaissez des sites web de qualité traitant du thème abordé ici, merci de compléter l'article en donnant les références utiles à sa vérifiabilité et en les liant à la section « Notes et références ».
L'Eissporthalle Iserlohn est une patinoire située à Iserlohn en Allemagne.

## Description
Elle ouvre en 1971.
La patinoire accueille notamment l'équipe de hockey sur glace des Iserlohn Roosters de la DEL. La patinoire a une capacité de 4 997 spectateurs.

## Galerie

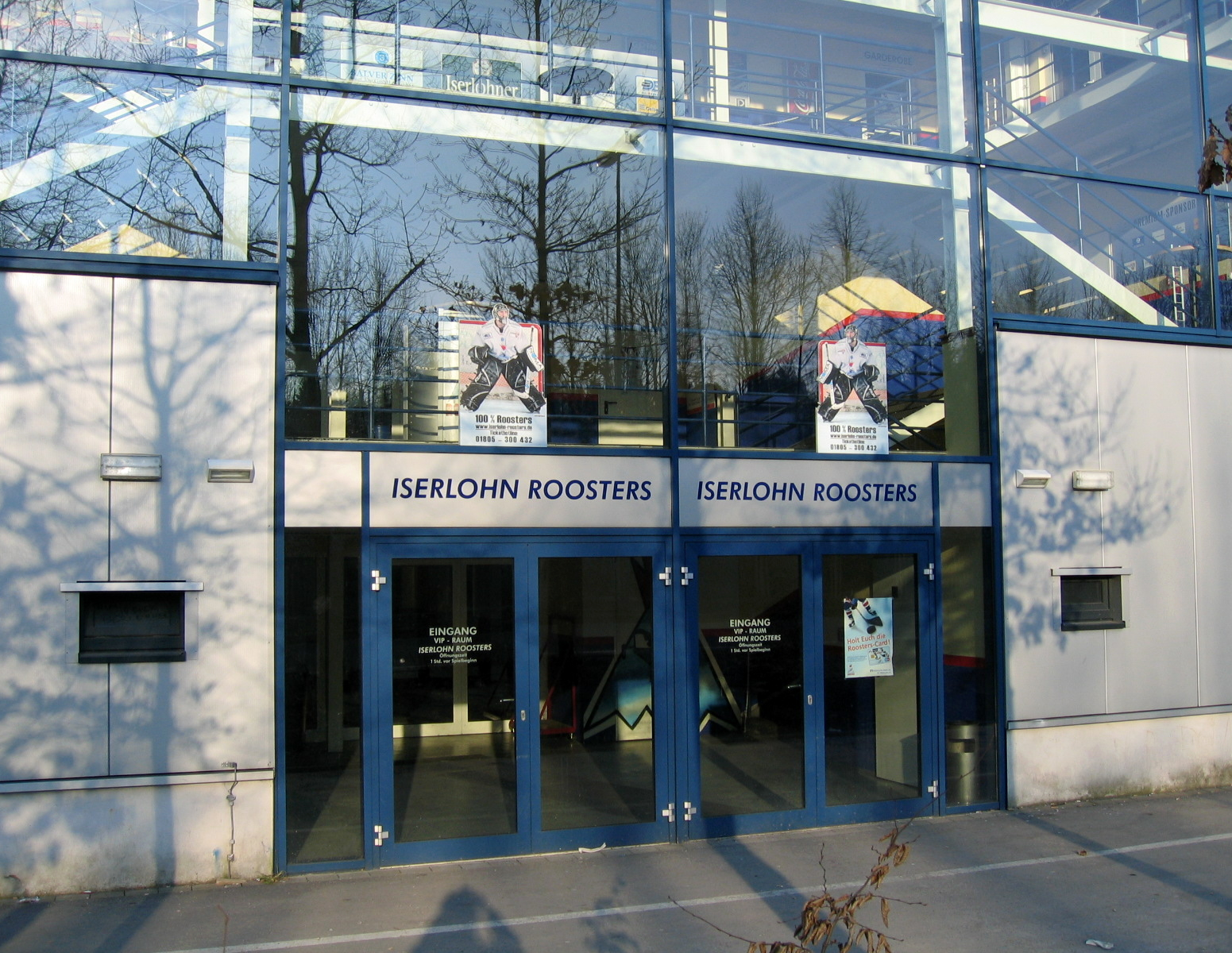
Entrée à la zone VIP
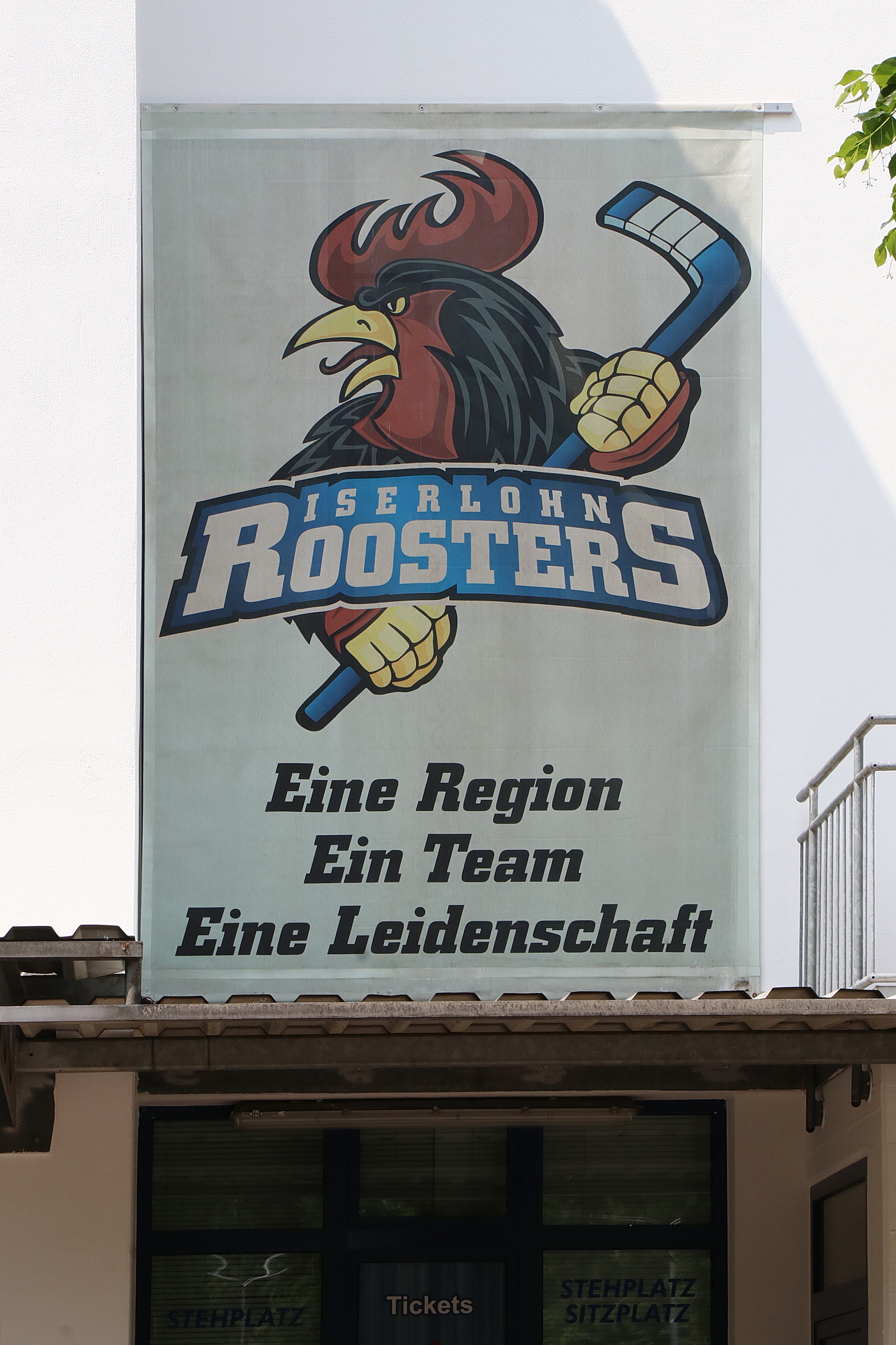
Bannière au-dessus de la billetterie
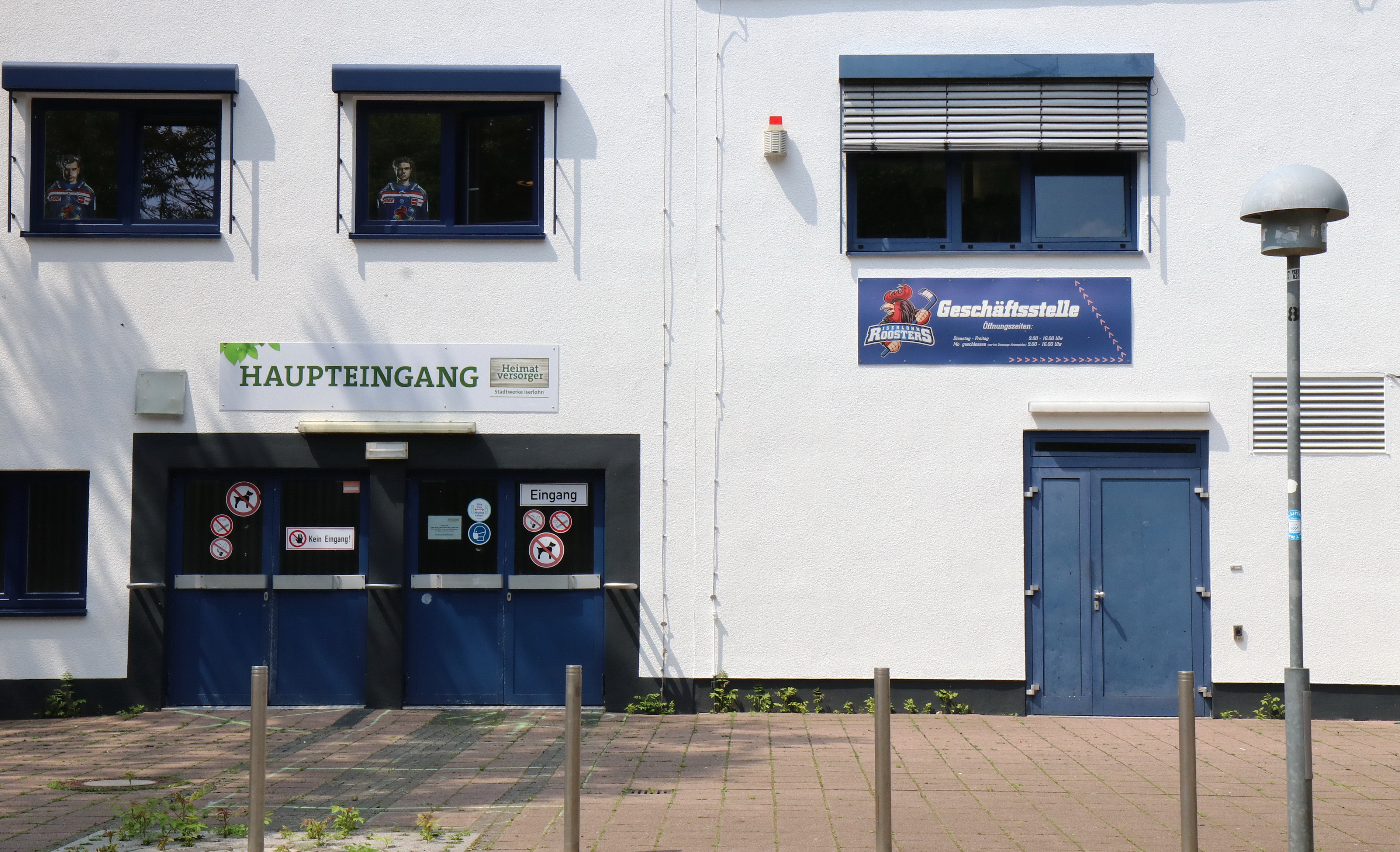
Entrée principale
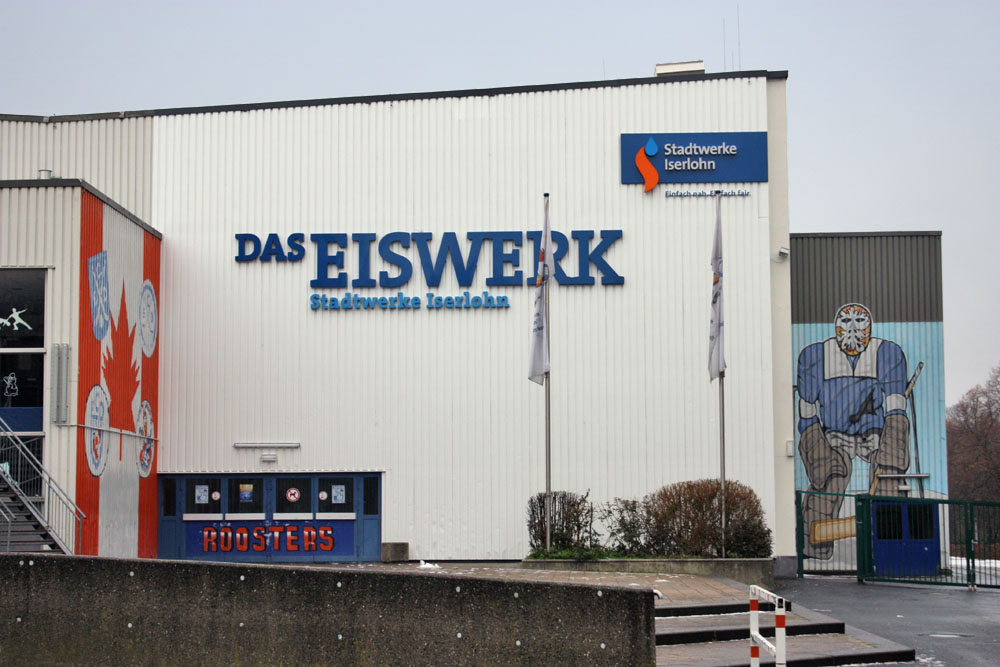
Détail de la façade
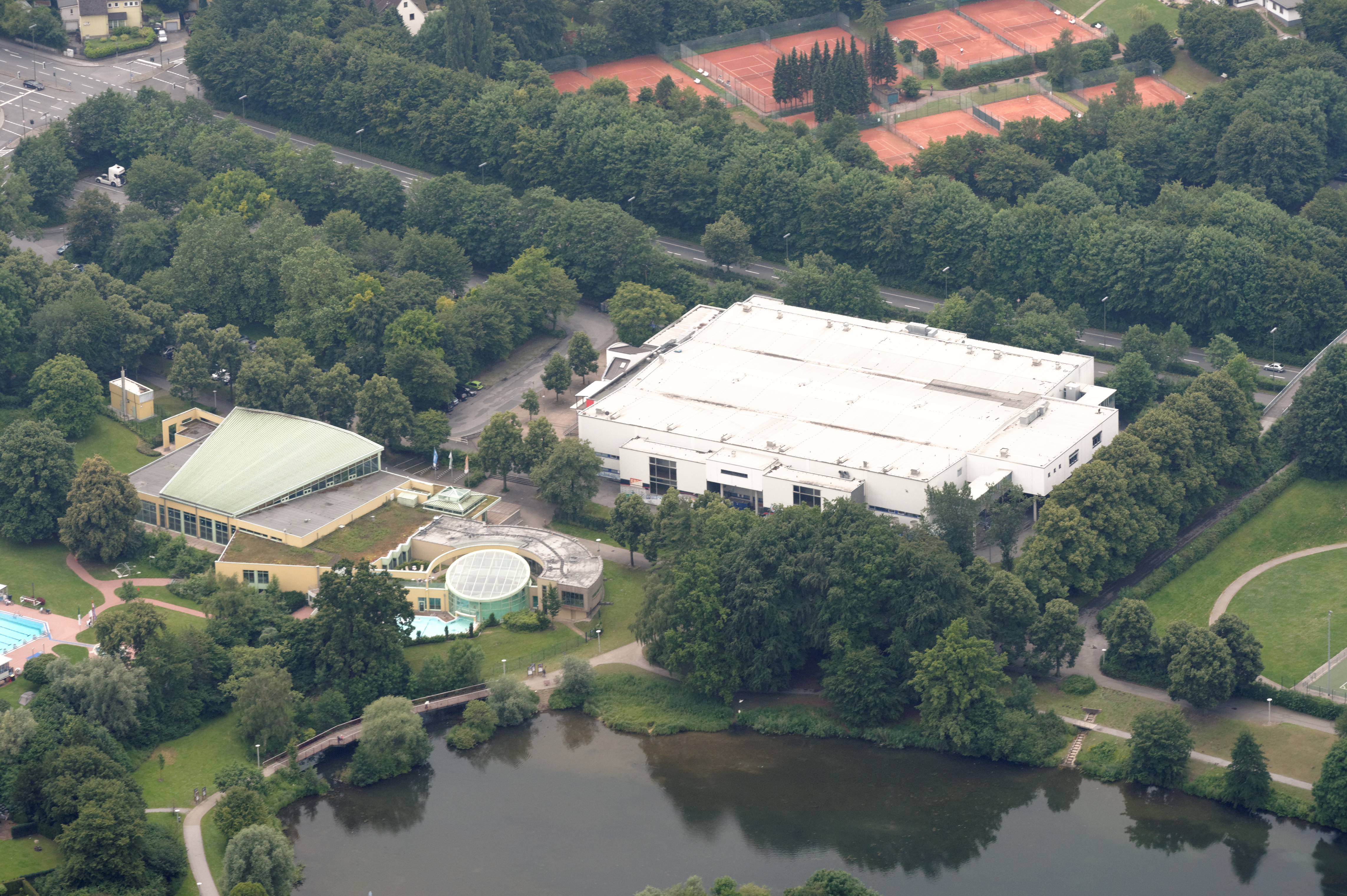
Vue aérienne

## Weblinks
- Page officiel

1. ↑  (de) Iserlohn Roosters, « Roosters spielen ab sofort in der Balver Zinn Arena – powered by Stadtwerke Iserlohn | Iserlohn Roosters » [« Les Roosters jouent désormais à la Balver Zinn Arena – propulsé par Stadtwerke Iserlohn »], sur Iserlohn Roosters, 8 septembre 2022 (consulté le 17 mai 2024)